# Cecidomyzon conoporae
Cecidomyzon conoporae is een eenoogkreeftjessoort uit de familie van de Asterocheridae. De wetenschappelijke naam van de soort is voor het eerst geldig gepubliceerd in 1981 door Stock.